# Atestado
Un atestado es un instrumento oficial en que una autoridad o sus delegados hacen constar como ciertos unos determinados hechos. Se aplica especialmente a las diligencias de averiguación de un delito, instruidas por la Autoridad gubernativa o Policía Judicial como preliminares de un sumario. El atestado constituye una de las tres vías de inicio de un proceso penal.
El atestado,  consta de una sucesión de diligencias. Consta de un instructor, que siempre será necesario para el esclarecimiento de las firmas esté o no de libres. Las más usuales son las siguientes:
1. Diligencia de conocimiento del hecho: La forma en que la existencia del presunto ilícito penal les ha sido comunicada (telefónicamente, por denuncia, etc)
2. Diligencia de identificación / Manifestación y traslado de heridos: De existir heridos, se dejan consignados sus datos, así como los del centro al que se trasladan y en su caso la evolución lesional de éstos o cuanto menos el pronóstico inicial.
3. Diligencia de Inspección ocular: Es la derivada de aquellos detalles y condiciones que pueden observarse en primera instancia.
4. Diligencia de Información de derechos: Se comunica verbalmente y por escrito a los posibles perjudicados acerca de los derechos que les asisten.
5. Diligencia de Identificación: Se procede asimismo a filiar al/a los posibles responsables de los hechos.
6. Diligencia de manifestación: Es la que contiene las declaraciones de los intervivientes en los hechos.
7. Diligencia de Parecer de la Fuerza Instructora: En la misma se invoca la conclusión provisional de la patrulla respecto de la existencia o no de un determinado delito y la participación de los intervinientes en el mismo respecto de aquel.
8. Diligencia de Remisión a Juzgado: En aquellos casos en que por ley proceda, se remite copia o noticia del levantamiento del atestado al juzgado de guardia o al que territorialmente o por materia se declare competenten.

- Estas y otras diligencias pueden estar contenidas en el atestado, así como el resto de las contempladas en el artículo 292 de la Ley de enjuiciamiento criminal.
- Valor: Tiene el mismo valor que una denuncia, conforme al artículo 297 de la Ley de enjuiciamiento criminal. Además, podrá constituir una prueba en el juicio si es ratificada por el agente de la policía judicial que lo redactó en el acto de la vista.